# Cao nguyên Hoàng Thổ

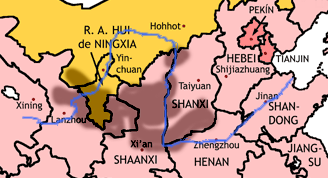
Cao nguyên Hoàng Thổ được tô đậm.

Cao nguyên Hoàng Thổ (giản thể: 黄土高原; phồn thể: 黃土高原; bính âm: Huángtǔ Gāoyuán, Hán Việt: Hoàng Thổ cao nguyên), có diện tích khoảng 640.000 km² tại thượng và trung du Hoàng Hà ở Trung Quốc. Hoàng thổ là tên gọi của các trầm tích đất bùn đọng lại từ các trận bão trên cao nguyên trong quá khứ. Đất của cao nguyên Hoàng Thổ dễ bị xói mòn do bị ảnh hưởng của gió và nước; trên thực tế, đất đai ở vùng này được gọi là "đất bị xói mòn nhiều nhất trên Trái Đất". Cao nguyên Hoàng Thổ chiếm phần lớn các tỉnh Sơn Tây và Thiểm Tây, cũng như nhiều phần của Cam Túc, Ninh Hạ, và Nội Mông.

## Lịch sử

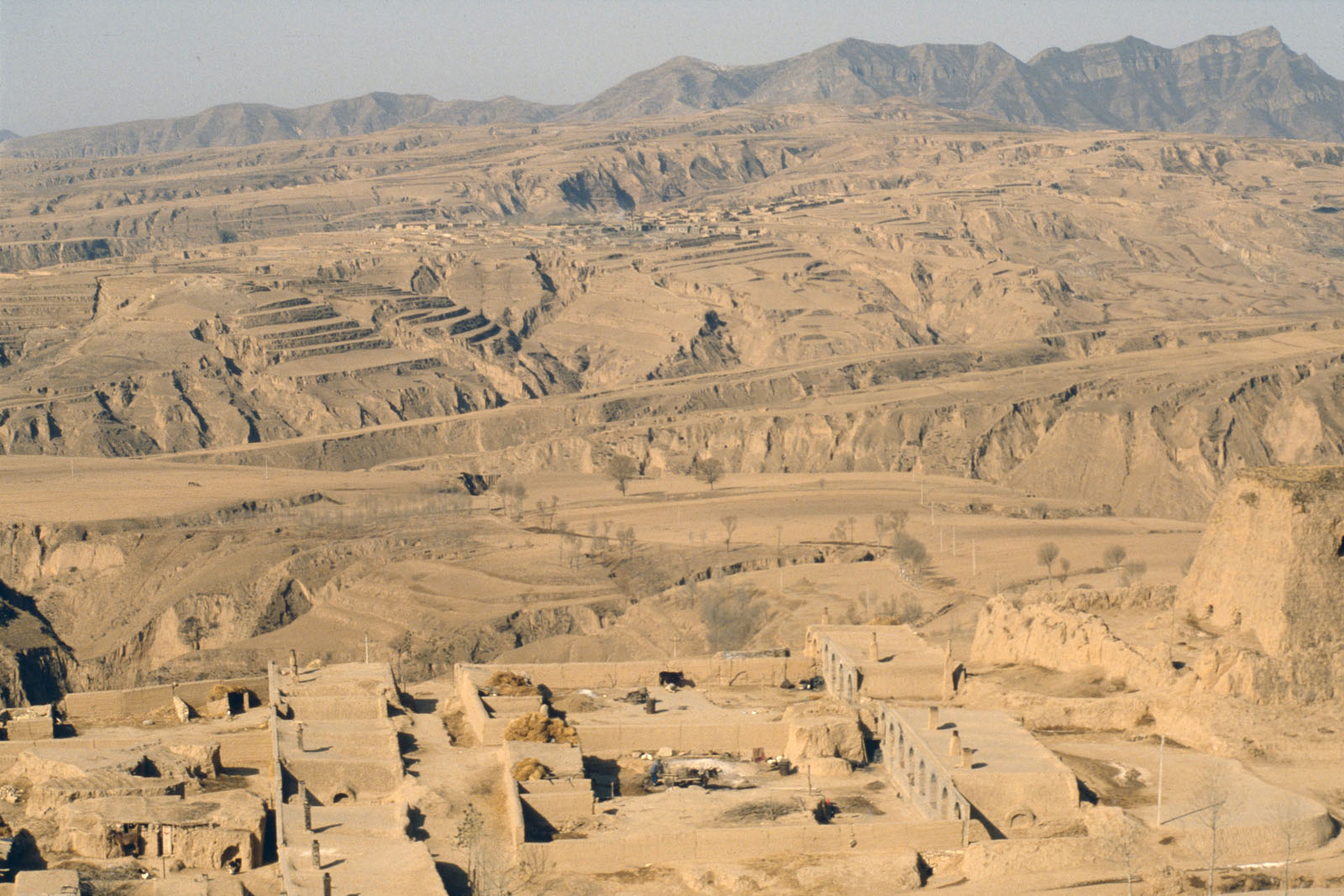
Cao nguyên Hoàng Thổ gần Hồn Nguyên tại Sơn Tây.

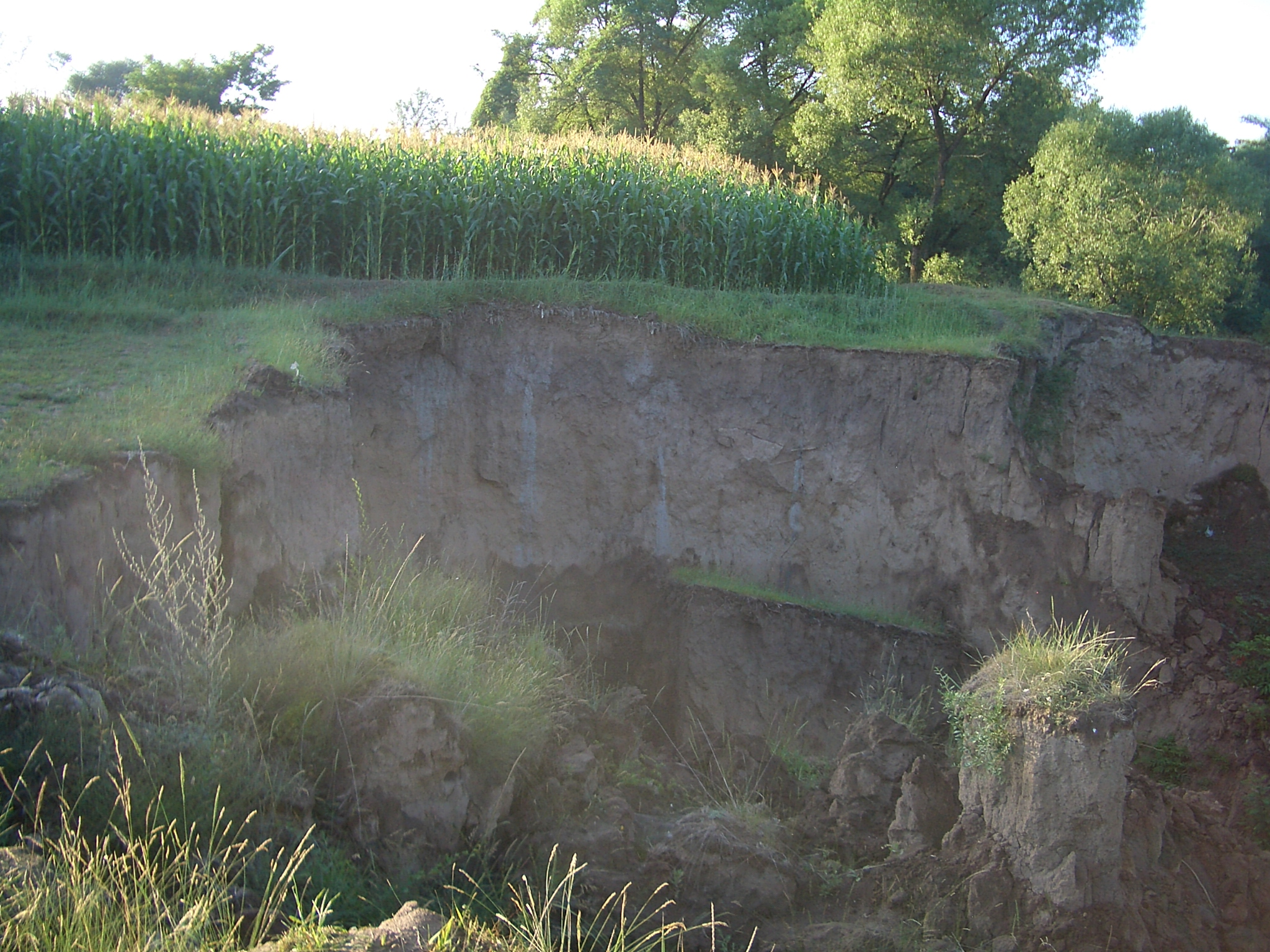
Xói mòn đất dần dần tước đi đất đai của nông dân. (Lâm Hạ, Cam Túc)

Vào thời cổ, các ghi chép thành văn về khu vực này xuất phát từ các chuyến đi dọc theo Con đường tơ lụa phương Bắc. Vào cuối thiên niên kỷ cuối cùng trước Công nguyên, sau khi nhà thám hiểm Trương Khiên trở lại Trung Nguyên, nhà Hán đã đẩy lui người Hung Nô và giao thương cùng trao đổi văn hóa trở nên hưng thịnh dọc theo Con đường tơ lụa phương bắc qua phần phía nam của cao nguyên Hoàng Thổ. Hàng hóa được các đoàn buôn chuyển về phía tây gồm vàng, hồng ngọc, ngọc thạch, vải dệt, san hô, ngà voi và các đồ nghệ thuật. Ở phía ngược lại là các vũ khí bằng đồng, lông thú, đồ gốm và vỏ quế.
Trong lịch sử, cao nguyên Hoàng Thổ từng cung cấp nơi trú ẩn đơn sơ nhưng cách nhiệt khỏi mùa đông giá lạnh và mùa hè nóng cho người dân trong vùng tại các ngôi nhà được gọi là diêu động (窰洞), được tạo nên bằng cách đục khoét vào lớp đất hoàng thổ; trong thời trung cổ của Trung Quốc, hầu hết người dân đều sống ở đây; một vài gia đình vẫn sống tại những nơi này cho đến ngày nay. Trong Động đất Thiểm Tây 1556, gần một triệu người đã chết do các hang động được đục khoét trong lớp đất hoàng thổ bị sập. Diêu động cũng được thế giới biết đến nhiều tại Diên An nơi Đảng Cộng sản Trung Quốc dưới sự lãnh đạo của Mao Trạch Đông đặt trụ sở chính vào thập niên 1930. Khi Edgar Snow, tác giả của Red Star Over China (Sao Đỏ tỏa sáng Trung Quốc), thăm Mao và đảng Cộng sản, ông đã sống trong một diêu động có đặc điểm ấm vào mùa đông và mát về mùa hè.

## Khí hậu
Cao nguyên Hoàng Thổ nói chung có khí hậu bán khô hạn (Köppen), chịu ảnh hưởng sâu rộng của gió mùa. Mùa đông lạnh và khô, trong khi mùa hè rất ấm và nhiều nơi còn nóng. Lượng mưa có xu hướng tập trung về mùa hè, khu vực nhận được lượng lớn ánh sáng mặt trời.

## Nông nghiệp và môi trường
Cao nguyên Hoàng Thổ có đất đai khá màu mỡ và dễ dàng canh tác vào thời cổ đại, góp phần vào việc gia tăng dân số Trung Quốc ở khu vực quanh cao nguyên. Sau hàng thế kỷ phá rừng và chăn thả gia súc quá mức, trầm trọng thêm với sự gia tăng dân số của Trung Quốc, kết quả là đã dẫn đến suy thoái hệ sinh thái, hoang mạc hóa, và một nền kinh tế địa phương nghèo khó.
Năm 1994 một nỗ lực được gọi là Dự án phục hồi thủy thổ cao nguyên Hoàng Thổ đã được đưa ra để giảm thiểu sa mạc hóa; và đã có thành công tại một phần của cao nguyên, nơi hiện nay các cây cối và đồng cỏ đã chuyển xanh màu xanh và những người nông dân bận rộn canh tác trên các cánh đồng của mình. Một trọng tâm của dự án là cố gắng hướng dẫn người dân sống trên cao nguyên phát triển bền vững hơn bằng các việc làm như giữ dê cừu ở trong chuồng và không cho chăn thả rông để tránh gây xói mòn ở những vùng đất bột bở rời trên cao nguyên. Kết quả là đã làm giảm lượng phù sa đổ xuống Hoàng Hà khoảng 1%.
Cao nguyên Hoàng Thổ được hình thành trong thời gian địa chất kéo dài, và các nhà khoa học đã thu được nhiều thông tin có giá trị về biến đổi khí hậu từ các mẫu đất sâu dưới lớp đất của cao nguyên.